# 스카우스

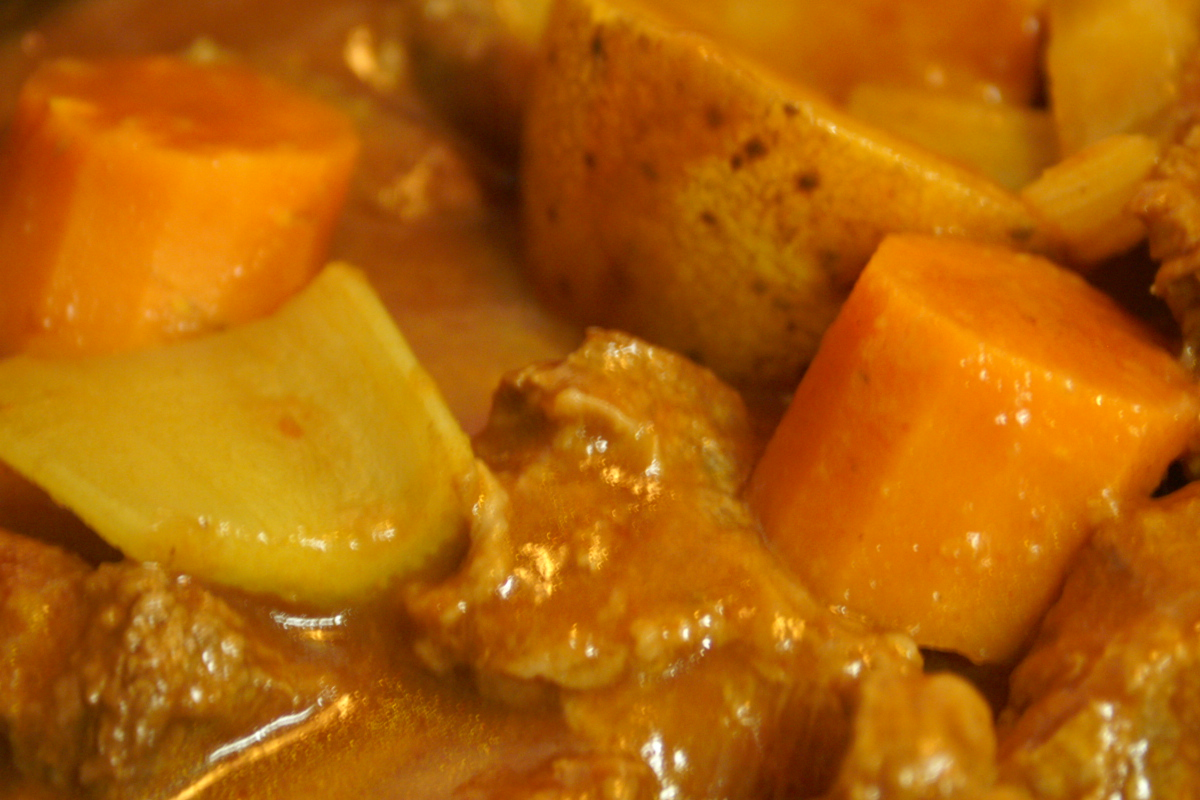

스카우스(Scouse)는 일반적으로 고기 덩어리, 일반적으로 쇠고기 또는 양고기와 감자, 당근, 양파로 만든 일종의 스튜이다. 이 스튜는 특히 리버풀 항구와 관련이 있으며, 이것이 그 도시의 주민들이 종종 "스카우저"라고 불리는 이유이다. 이 단어는 과거 북유럽 전역의 선원들이 일반적으로 먹었던 스튜인 랍스카우스(lobscouse)에서 유래했으며 오늘날 그곳에서 다양한 형태로 살아남고 있다.

## 설명
스카우스는 특히 리버풀 항구와 관련이 있다. 스카우즈의 조리법은 상당히 광범위하며 전통적으로 남은 음식과 그 당시 제철에 있었던 모든 것으로 만들어졌다. 가디언의 음식 작가 펠리시티(Felicity Cloake)는 스카우스가 아일랜드 스튜 또는 랭커셔 핫팟과 비슷하다고 설명하지만 일반적으로 양고기가 아닌 쇠고기를 고기로 사용한다. 재료는 다를 수 있지만 필수 재료는 감자, 당근, 양파, 고기 덩어리이며 양고기보다 쇠고기가 선호된다. 이것들은 몇 시간 동안 함께 끓이다. 고기는 먼저 그을린 다음 일부 감자가 끓는 동안 보관할 수 있다. 그들이 부서지면 믹스가 두껍게 되고 고기와 나머지 감자가 추가되고 스튜가 완성된다.
2018년 리버풀 에코(The Liverpool Echo)의 조사에 따르면 대부분의 요리사에게 기본 재료는 감자, 당근, 양파 및 고기 덩어리이지만 많은 사람들이 스톡 큐브 추가를 옹호했고 일부는 완두콩과 같은 다른 재료도 추가했다. , 렌즈콩 또는 고구마, 로즈마리, 파슬리, 바질을 포함한 허브. 고기의 선택은 다양했다. 일부 요리사는 특정 고기를 규정하지 않았다. 그렇게 한 사람들 중에서 거의 2대 1의 다수가 양고기 대신 쇠고기를 선택했다.
순수주의자들은 쇠고기, 감자, 당근, 양파 이외의 다른 것은 스카우스가 아니라고 주장하는 반면, 다른 사람들은 검소한 요리로서 '당신이 가진 모든 야채... 그리고... 가장 저렴한 고기 조각'을 포함할 것이라고 지적한다. 일부 요리법에서는 스튜를 걸쭉하게 만들기 위해 골수뼈를 포함할 것을 제안한다. 비율은 고기와 야채의 동일한 양에서 고기와 감자의 1:5 비율까지 다양하다. 고기없는 버전("blind scouse")도 채식주의자를 위해 또는 사람들이 너무 가난해서 고기를 살 수 없을 때 기록된다. 스카우스는 일반적으로 절인 적양배추 또는 비트, 딱딱한 빵과 함께 제공된다.

## 같이 보기
- 카울